# Gabriela Lehmann-Carli
Gabriela Lehmann-Carli (* 1961 in Bleicherode) ist eine deutsche Slawistin und Literaturwissenschaftlerin.

## Leben
Nach dem Diplomstudium (1980–1984) der Fächer Slavische Philologie (Russistik; Belorussistik und Polonistik) und Geschichte der Neuzeit an der Humboldt-Universität zu Berlin, der Promotion 1987 zum Dr. phil. und der Habilitation 1997 ist sie seit 1998 Universitätsprofessorin (C4) für Slavische Philologie / Literaturwissenschaft an der Martin-Luther-Universität Halle-Wittenberg.
Ihre Forschungsschwerpunkte sind Empathie-Intention literarischer Texte im Kontext von Tabu(bruch); Trauma-Narrative; der psychologische und medizinische Diskurs in der russischen Literatur; Kulturelles Gedächtnis und nationale Identitätskonstruktion in Russland und Polen im Kontext von political correctness.

## Schriften (Auswahl)
- Varnhagen von Enses Puškin-Interpretation. Prämissen, Positionen und Wirkungsgeschichte einer Mittlerleistung aus dem deutschen Vormärz. Berlin 1987, OCLC 1178794930.
- mit Karl-Dieter Johannsmeyer und Hilmar Preuß (Hg.): Empathie im Umgang mit dem Tabu(bruch). Kommunikative und narrative Strategien. Berlin 2014, ISBN 3-7329-0066-5.
- mit Ewa Kowollik und Tatjana Petzer (Hg.): (Südost-)Europa. Narrative der Bewegtheit. Festschrift zum 65. Geburtstag von Angela Richter. Berlin 2017, ISBN 3-7329-0345-1.
- mit Betty Johannsmeyer, Karl-Dieter Johannsmeyer und Maike Schult (Hg.): Zerreißproben: Trauma – Tabu – EmpathieHürden. Berlin 2017, ISBN 3-7329-0294-3.